# Sopa de ortiga
La sopa de ortiga es una sopa tradicional preparada a partir de ortigas. La sopa de ortiga se come principalmente durante la primavera y principios del verano, cuando se recolectan los brotes jóvenes de ortiga. Hoy en día, la sopa de ortiga se come principalmente en Escandinavia, Irán, Irlanda y Europa del Este, con diferencias regionales en la receta; sin embargo, históricamente el consumo de ortigas estaba más extendido.

## Historia
El estofado de ortiga fue consumido por los habitantes de Gran Bretaña en la Edad del Bronce, hace 3000 años. El consumo de ortiga tierna en la Europa medieval se usaba con fines medicinales, principalmente como diurético y para tratar dolores articulares y artritis, diabetes, acné, anemia, fiebre del heno y como purificador de la sangre. Varias tribus nativas americanas han usado ortigas durante siglos, incluidos los Lakota que usan la raíz para el dolor de estómago, los Ojibwa que usan las hojas guisadas para problemas de la piel y las usan para combatir la disentería, los Potawatomi que usan las raíces para reducir la fiebre y los Winnebago que usan ortigas para los síntomas de la alergia.
Se sabe que las ortigas tienen un alto valor nutricional, que incluye calcio, magnesio, hierro y vitaminas A y B. Históricamente, una de las formas fáciles de consumir ortigas es a través de una sopa o un té porque el agua hirviendo desactiva la ortiga de la picadura.

## Variaciones regionales

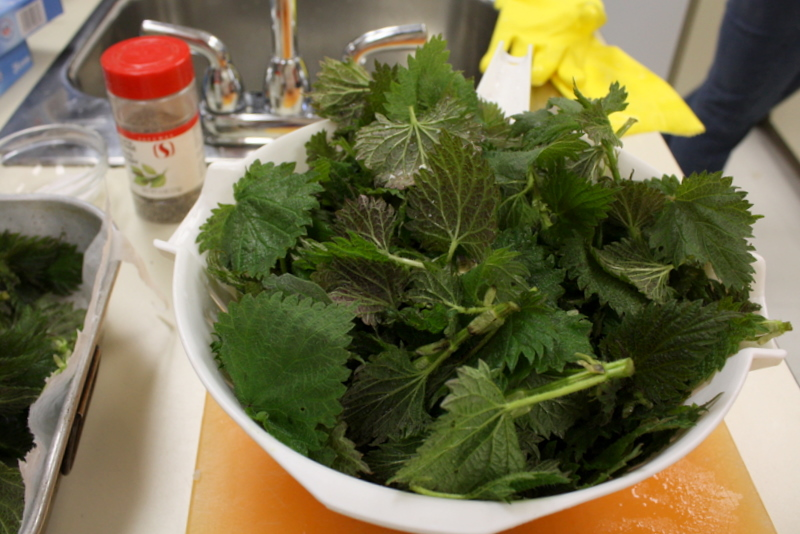
Archivo: Cocinando ortigas(5590837779).jpgDescripción: Hay que cocinar las ortigas para que no te piquen. En muchas preparaciones se debe blanquear pero en este caso, como estamos haciendo una sopa, se pueden echar directamente a la olla. Se necesita ponerse guantes o usar pinzas para evitar que pincharse al manipularlos.
Licencia:CC BY 2.0
Fecha:2011-03-23 12:53
Autor:Leslie Seaton from Seattle, WA, USA
Categorías:Displays of soup ingredients, Ethnobotany, Urtica dioica as food
Ver imagen en Wikimedia Commons

Existen diferencias regionales y culturales en las recetas de sopa de ortiga.

### Escandinavia

#### Finlandia
Uno de los platos tradicionales locales es una sopa de ortiga y pescado en la ciudad medieval finlandesa de Porvoo.

#### Suecia
Una receta sueca típica para la sopa de ortiga (nässelsoppa) implica primero blanquear las ortigas y luego filtrarlas del líquido. Luego, el líquido se cuela nuevamente para eliminar la suciedad (pedazos de arena o grava). Luego se hace un roux, con mantequilla y harina, sobre el que se vierte el "agua de ortiga" (el agua en la que se blanquean las ortigas). Las ortigas se pican muy finamente, o se hacen puré, junto con los demás ingredientes, que normalmente incluyen cebollino (o ramson o ajo) y perifollo o hinojo . Luego, las ortigas y las hierbas picadas o en puré se ponen en el agua de ortiga, se hierven y luego se dejan hervir a fuego lento durante unos minutos. La sopa se sirve comúnmente con huevos cocidos en rodajas o crème fraîche, y ocasionalmente con huevos escalfados.

### Americano nativo
Una receta de sopa de los americanos nativos de ortiga y calabaza , proporcionada por el Northwest Indian College, consiste en ortigas, calabaza, caldo, ajo, cebolla y aceite. La calabaza se corta, se despepita y se asa. En una olla aparte, se saltean las cebollas y el ajo hasta que estén transparentes, y luego se agregan las calabazas y las ortigas (que pueden ser cocidas u ortigas frescas). Juntos se cocinan todos en la olla durante 20 minutos, luego se terminan en una licuadora.

### Irán
Hay una receta de sopa de ortiga de la provincia de Mazandaran en Irán. Hay variaciones en los ingredientes para esta receta de sopa, sin embargo, todas las recetas incluyen ortigas, ajo, cebolla, garbanzos, cúrcuma, arroz, lentejas, verduras, aceite y pasta de granada o melaza de granada. Los ingredientes opcionales pueden incluir otros tipos de frijoles (frijoles pintos, habas), remolacha, calabaza moscada, otros tipos de verduras (hierbas locales del norte de Irán, zolang y anarijeh, espinacas, puerro persa, cilantro), El agua que las ortigas se cocinan (para la preparación de la sopa) se guardan y se usan como té para beber, con fines medicinales.

### Irlanda
La receta de sopa de ortiga irlandesa incluye ortigas, papas, crema, puerros, cebollas, mantequilla y caldo. Por lo general, la sopa de ortiga en la cultura tradicional irlandesa se consume a fines de la primavera (abril y mayo) y se asocia con la purificación de la sangre, la reducción de erupciones cutáneas, "mantiene alejados los reumáticos " y agrega vitaminas a la dieta.

### Griegos pónticos
Los griegos pónticos, originarios de Turquía, preparan sopa de ortiga con puerros, cebollas, bulgur, ajo y pimientos picantes. En lengua póntica, esta sopa se llama kinteata.

### Europa del Este

#### Ucrania
Las recetas de sopa de ortiga ucraniana (borsht verde) incluyen cebolla, zanahorias, papas, eneldo y ortiga; a menudo se agrega repollo para aumentar la nutrición. Puede ser vegetariano o cocinado con caldo de carne y la sopa de ortiga ucraniana se sirve con un huevo cocido en rodajas y una cucharada de smetana (producto lácteo). Por lo general, se cocina con ortiga fresca a fines de la primavera. La sopa de ortiga ucraniana es una variación de la sopa de acedera.